# 潤浩
潤浩（ゆんほ、2011年9月15日 - ）は、日本の子役。埼玉県出身。ニチエンプロダクション所属 。

## 出演

### 映画
- ビジランテ（2017年） - 神藤大地 役
- 祈りの幕が下りる時（2018年） - 恭一郎（5才時） 役
- 最初の晩餐（2019年）- 北島大輔 役
- ゾッキ（2020年）- マサル 役
- 太陽の家（2020年） - 池田龍生 役
- おらおらでひとりいぐも（2020年）
- プリズナーズ・オブ・ゴーストランド Prisoners of the Ghostland（2021年）
- 正欲 (2023年11月10日公開)  - 寺井泰希 役
- クレイジークルーズ（2023年11月16日、Netflix） - 佐久本奏翔 役[2][3][4]
- ぼくのお日さま（2024年9月13日、東京テアトル）[5][6]
- #真相をお話しします（2025年4月25日）-渡辺珠穆朗鳿 役

### テレビ
- 視覚探偵 日暮旅人（2017年1月22日 - 3月19日、日本テレビ）第3話 - 雪時雅彦（幼少期） 役
- 我が家の問題（2018年2月4日 - 25日、NHK BSプレミアム）第1回 - 高木大樹 役
- 魔法×戦士 マジマジョピュアーズ! （2018年4月1日 - 2019年3月24日、テレビ東京） - 邪魔彦（幼少期） 役
- 連続テレビ小説
  - 半分、青い。（2018年4月2日 - 9月29日、NHK）第30回 - 男の子 役
  - エール（2020年3月30日 - 11月27日、NHK） - 古山浩二（幼少期）役
  - ちむどんどん（2022年4月11日 -  、NHK）- 仲宗根誠 役
- コードブルー・もう一つの日常（2018年7月24日、フジテレビ）第1話 - 松村晃太 役
- 土曜ドラマスペシャル「炎上弁護人」(2018年12月15日、NHK） - 日下部勇介 役
- ちょい☆ドラ2019 〜斬る女〜(2019年1月12日、NHK） - 三男 役
- 僕の初恋をキミに捧ぐ （2019年1月19日 - 3月2日、テレビ朝日） - 垣ノ内逞（幼少期） 役
- ひみつ×戦士 ファントミラージュ!（2019年4月7日 - 6月28日、テレビ東京）第61話 - サカサーマ（幼少期） 役
- 世にも奇妙な物語 '19秋の特別編（2019年6月8日、フジテレビ）「〜ゴールドスリープ〜」 - 太一 役
- 4分間のマリーゴールド （2019年10月 - 12月13日、TBS）第6話 - 前田陸 役
- 僕はどこから （2020年1月9日 - 3月19日、テレビ東京）第7話、第8話、第10話 - 駿（幼少期） 役
- ファーストラヴ（2020年2月22日、NHK BSプレミアム） - 真鍋正親 役
- バベル九朔（2020年10月20日〔19日深夜〕 - 12月22日〔21日深夜〕、日本テレビ） - 聡 役
- コールドケース3 〜真実の扉〜（2020年12月5日 - 2021年2月13日、WOWOW）第1話、第2話 - 日向大樹 役
- 逃亡者（2020年12月5日 - 6日、テレビ朝日）
- 書けないッ!?〜脚本家 吉丸圭佑の筋書きのない生活〜（2021年1月16日 - 3月13日、テレビ朝日） - 吉丸空 役
- 世にも奇妙な物語 '21夏の特別編(2021年6月26日、フジテレビ)「三途の川アウトレットパーク」- 田中春 役
- TOKYO MER〜走る緊急救命室〜 （2021年7月4日 - 、TBS）第6話 - 冬木壮太 役
- 和田家の男たち　(2021年10月22日から12月10日　テレビ朝日系)　- 和田優（幼少期） 役
- 相棒 Season21（2023年） - 工藤武志 役
- どうする家康（2023年） - 竹千代 役
- Destiny（2024年4月16日 - 、TBS） - 梅田希実 役[7]

## CM
- エバラ食品工業「焼き肉のタレ 黄金の味」兄役
- 日本生命「笑顔が大好き編」
- ジョイパレット「キラピカDXアイスワゴンショップ」
- ジョイパレット 「つなげてくねくねロードDX」
- 関西電力「英会話教室/IH編」
- ピザハット
- アイダ設計「建て替え編」
- Amazon Echo「バースデー編」
- WOWOW「WOWOWに入りましょう。動物園編」
- FUJITEC「エクシオール」
- 大和ハウス「家族の群像 #1矛盾」

## その他
- AbemaTV「華原朋美のトモちゃんといっしょ」レギュラー